# Climacoptera lanata
Climacoptera lanata är en amarantväxtart som först beskrevs av Pall., och fick sitt nu gällande namn av Viktor Petrovitj Botjantsev. Climacoptera lanata ingår i släktet Climacoptera, och familjen amarantväxter. Inga underarter finns listade i Catalogue of Life.